# しおこうじ玉井詩織×坂崎幸之助のお台場フォーク村NEXT
『しおこうじ玉井詩織×坂崎幸之助のお台場フォーク村NEXT』（しおこうじ たまいしおり さかざきこうのすけの おだいばフォークむら ネクスト）は、2019年7月18日よりCS放送フジテレビNEXT（フジテレビNEXTsmartでもインターネット配信あり）で月1回放送されている、フォークソングなどをアコースティックで披露する音楽番組である。

## 概要
THE ALFEEの坂崎幸之助とももいろクローバーZの玉井詩織が、ゲストミュージシャンを迎えて生演奏・生歌でセッションを行う生放送番組であり、原則120分CMなしで進行される。リニューアル後の番組タイトルに含まれる「しおこうじ」は、詩織の「しお」と坂崎の本名である「幸二（こうじ）」を合わせたものである。
当番組の前身番組は『坂崎幸之助のももいろフォーク村NEXT』（さかざきこうのすけの ももいろフォークむら ネクスト）であり2014年9月18日から2019年6月13日までCS放送フジテレビNEXT（フジテレビNEXTsmartでもインターネット配信あり）で月1回放送されていた。

## 略歴

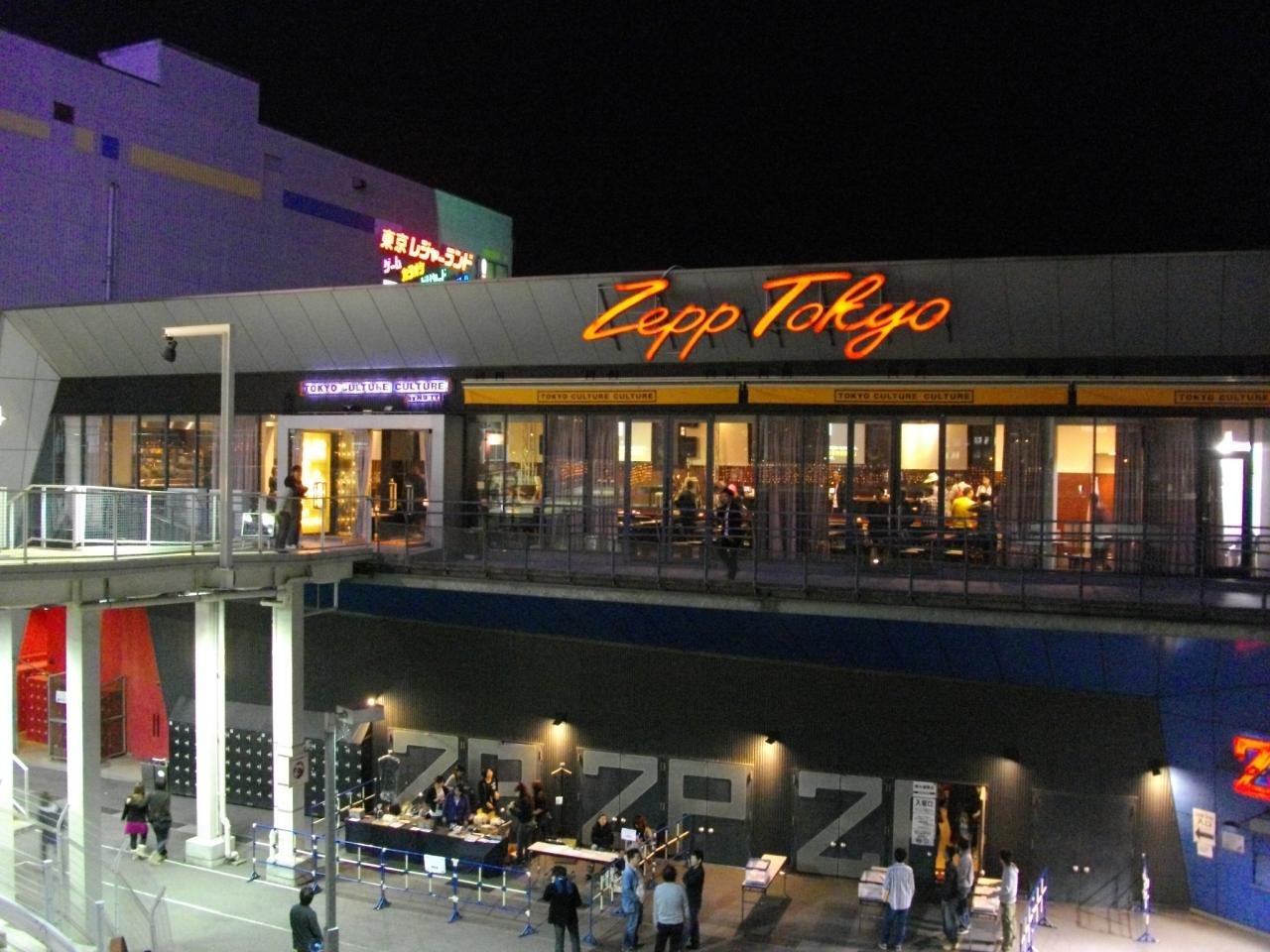
「お台場フォーク村デラックス」の会場に使われたZepp Tokyo

### 坂崎幸之助のお台場フォーク村
同番組の源流は2003年に、フジテレビ主催の夏のイベント「お台場冒険王」の中で行われた「坂崎幸之助のお台場フォーク村」と題したライブコンサートである。同年8月25日にスタジオドリームメーカーで「第1夜」が行われ、2007年の「第20夜」まで、毎年夏季のイベントとして継続的に開催された。

### 坂崎幸之助のお台場フォーク村デラックス
その後スタジオドリームメーカーの閉館に伴い、2008年から会場をライブハウスのZepp TOKYOに移し、「坂崎幸之助のお台場フォーク村デラックス」と銘打ち、同時期に2、3日間のライブを開催していた。
これらのライブでは、坂崎を村長と称しメインアクトに、1970年代・1980年代を代表するフォーク歌手を中心として、時に新進気鋭のミュージシャン、更には地上波の音楽番組『堂本兄弟』→『新・堂本兄弟』とのコラボレーションなどを展開し、2013年の「第38夜」まで公演が行われた。

### 坂崎幸之助のももいろフォーク村NEXT
2014年9月から、スカパー!・ケーブルテレビ向けチャンネルのフジテレビワンツーネクストの1局であるフジテレビNEXTに舞台を移し、ももいろクローバーZ（ももクロ）がメインアクトとして加わり、『坂崎幸之助のももいろフォーク村NEXT』としてスタジオライブとして毎月1回の生放送で開催することになった。番組では坂崎とももクロが、アコースティックセッションを中心に、視聴者からのフォークソングのリクエストを生演奏する。また、毎回ゲストを迎えてのセッションも行われる。
テレビ放送第1回に当たる「第39夜」において、坂崎は「今夏（2014年の夏）はTHE ALFEEの結成40周年もあり、マネジャーが『今年は"フォーク村"は無理かも』といっていたが、きくち（きくち伸プロデューサー）がペイTV推進部に異動したその勢いで、フォーク村もフジテレビNEXTに移動してきた」と述べており、CS放送への異動は、2014年のステージイベントの代替という位置づけとともに、2015年度からのステージイベント再開を念頭に置いたプロジェクトの位置づけをなしている。なお、ももクロは音楽番組では初のレギュラー出演となる。
音楽監督をつとめる武部聡志（第39夜 - 第62夜）、宗本康兵（第63夜 - ）およびダウンタウンももクロバンドから加藤いづみ、佐藤大剛らがレギュラー出演して演奏する。
放送は木曜日が基本。原則2時間の放送枠だが、実際は尺に収まらずストリーミング配信サービス「フジテレビNEXTsmart」ではフル放送していた回があり、CSでも後日再放送する時は完全版として2時間を越えたフル放送するようになった（第46夜以降）。そのため2時間経過の時点で一旦締めのコメントが入るが、収録自体は続いている（歌唱中にエンディングを迎える場合もある）。第43夜までは1時間59分の放送でCMを挟んでいたが、第44夜からCMなしの2時間放送となった。

### しおこうじ玉井詩織×坂崎幸之助のお台場フォーク村NEXT
2019年6月13日放送の第97夜をもってももいろクローバーZがレギュラー出演を終了し、翌月7月18日放送の第98夜より『しおこうじ玉井詩織×坂崎幸之助のお台場フォーク村NEXT』へと番組名がリニューアルされた。THE ALFEEの坂崎幸之助は続投し、ももいろクローバーZからは玉井詩織が毎月レギュラー出演することになった。ももいろクローバーZは原則として3ヶ月に1回（3月・6月・9月・12月）出演する準レギュラーとなった。
『しおこうじ玉井詩織×坂崎幸之助のお台場フォーク村NEXT』へのリニューアル初回放送となった2019年7月18日放送の第98夜では坂崎がYouTubeで見つけたというベーシストのやまもとひかるがゲストミュージシャンとして初出演した。やまもとは翌月8月15日放送の第99夜以降ダウンタウンしおこうじバンドの一員として当番組にレギュラー出演することになった。また、やまもとは当番組への出演が縁となりももいろクローバーZのライブへもダウンタウンももクロバンドの一員として出演することになった。
2021年2月17日放送の第117夜にて、この日ゲスト出演した杉真理が作曲したしおこうじ初のオリジナル曲「歌はどこへ行ったの」（作詞：田口俊、作曲：杉真理）が披露された。この回以降、毎回番組の最後に「歌はどこへ行ったの」が歌われるのが恒例となっている。

## 出演者

### レギュラー出演者
- しおこうじ（坂崎幸之助・玉井詩織）
  - 坂崎幸之助（THE ALFEE） - 番組内では「村長」の肩書きで出演。
  - 玉井詩織（ももいろクローバーZ）
- ダウンタウンしおこうじバンド（宗本康兵〈音楽監督〉・加藤いづみ・佐藤大剛・竹上良成・やまもとひかる 他）
  - 『坂崎幸之助のももいろフォーク村NEXT』時代は「ダウンタウンももクロバンド」であったが、『しおこうじ玉井詩織×坂崎幸之助のお台場フォーク村NEXT』へと番組名がリニューアルされたタイミングで「ダウンタウンしおこうじバンド」に改名された。
  - 音楽監督の宗本康兵（キーボード）及び加藤いづみ（コーラス）、佐藤大剛（ギター）、竹上良成（サックス）、やまもとひかる（ベース）の5名は基本的には毎月出演する。
  - ゲストミュージシャンが1日限りで加わることもある[11]。

### 準レギュラー出演者
- ももいろクローバーZ（百田夏菜子・玉井詩織・佐々木彩夏・高城れに）
  - ももいろクローバーZは原則として3ヶ月に1回（3月・6月・9月・12月）出演[注 5]。

### 過去の出演者
- 武部聡志 - 2016年まで音楽監督兼ピアノ・キーボード担当として出演していたが、翌年より「ももクロたちがもっと意見を出しやすいよう」にとの意向で、ももクロ世代に近い、宗本康兵に任を託し一線を退いた（第63夜では「拓郎やユーミンのコンサートで忙しくなった」と坂崎がコメントしている[5]）。現在は「終身名誉 音楽監督」の肩書きで名を残している。番組卒業後もゲストとして何度か出演している。
- 有安杏果 - 2018年1月21日にももいろクローバーZを卒業した。最後の出演は2017年12月27日に放送された第79夜となった。なお、有安杏果のももクロ卒業発表は2018年1月15日にももクロ公式サイト及び有安自身のブログにてなされた[12]ため、第79夜放送時点では有安卒業発表前であったので有安卒業に関する特別な演出はなかった。2018年1月25日放送の第80夜にて有安がももクロ卒業に伴い番組も卒業したことが報告された[13]。

### ゲスト出演者
- 原則、毎回ゲストが出演している。
- 『坂崎幸之助のももいろフォーク村NEXT』として6回目の放送となる第45夜まではゲストは1人だったが、それ以降は基本的に複数人・組のゲストが出演する。
- ゲストとしてももいろクローバーZの所属事務所スターダストプロモーションの後輩アイドルが登場することもある。ガチンコ3、栗もえか（栗本柚希・鈴木萌花）、あいらもえか（愛来・鈴木萌花）、ほのさきちぃ（秋本帆華・清井咲希・高井千帆）など当番組またはきくちP（きくち伸）が関わった番組で誕生したユニットも多い。
- 2017年より12月放送回は「松本隆縛り」と称して松本隆が関わった楽曲限定で放送が構成される。松本隆もゲストとしてスタジオに出演するのが恒例となっている[注 6]。『しおこうじ玉井詩織×坂崎幸之助のお台場フォーク村NEXT』へのリニューアル後も12月放送回は2023年までは毎年ももいろクローバーZも出演していた。
- 2019年1月20日放送の第92夜「オトナのももいろフォーク村」にて「オトナゲスト」として小室等が出演した[14]。この放送回以降、オトナゲストという枠でゲストが度々出演することになった。オトナゲストの多くは坂崎幸之助より年上ないしは同年代であるが、オトナゲスト以外のゲストが若い時は坂崎よりも若いゲストがオトナゲストになることもある。若いオトナゲストとして、玉井詩織（第96夜[15]）、真心ブラザーズ（第101夜[16]）、ギターウルフ（第128夜[17]）、私立恵比寿中学（第132夜[18]）などが出演した。

## 放送リスト
各放送回には「坂崎幸之助のお台場フォーク村」時代からの通し番号として「第○夜」を付記した後、サブタイトルがつけられている。『坂崎幸之助のももいろフォーク村NEXT』初回放送は「第39夜」、リニューアルされた『しおこうじ玉井詩織×坂崎幸之助のお台場フォーク村NEXT』初回放送は「第98夜」である。
番組公式サイトには「坂崎幸之助のお台場フォーク村」時代よりほぼ全てのセットリスト、スクリプト（台本）が掲載されている。セットリストはきくちP（きくち伸）の趣味がかなり反映されている。スクリプトはきくちPが自ら書いており、せっかく作ったのにそのままにしていたらもったいないので公式サイトに載せているのだという。

## エピソード
- 『坂崎幸之助のももいろフォーク村NEXT』時代、レギュラー出演していたももいろクローバーZ（ももクロ）はこの番組限定の挨拶で「わたしたち今逢えるアイドル 月1ヒロインももいろ幸之助Z」と言うのがお決まりとなっていた。
- 百田夏菜子が坂崎幸之助に、玉井詩織が高見沢俊彦に、高城れにが桜井賢にそれぞれ扮した格好で「THE ALFEE」の曲を披露するのも定番となっていた。グループ名は「Z ALFEE（ズィ・アルフィー）」[21]。時間の関係上、扮装をせずに披露することもあった[22]。
- 佐々木彩夏は番組内で中森明菜[23]や松田聖子[24]ら「昭和アイドル」のコスプレを披露するのが恒例となっており、コーナー化していた時期もあった。
- 2015年7月9日放送の第49夜ではゲストの森山良子が10分を超える「さとうきび畑」を披露し、これまでのフォーク村で最長の尺となった[25]。
- 2015年11月19日放送の第53夜ではシークレットゲストとして松崎しげるが登場した[26]。左利きの松崎が、玉井の右利き用のギターを左手で演奏する特技を披露した。（弦が上下逆転するので、かなり難易度が高い。）
- 2016年3月17日放送の第57夜｢ももいろフォーク村ベストセレクション」に関して、当初の予定タイトルは「杏いろフォーク村 ザ・ベストテン」であった。しかし、「生誕祭」ということで中心となるはずの有安杏果は、本番当日は花粉症と中耳炎が原因で満足に歌える状態ではなかった（本番中、有安は会話には参加するが、歌には参加していない）。そこで、開始2時間前にセットリストが組み直された[注 7]ため、過去に歌唱経験のある歌を中心とするセットリストとなった[27]。第57夜で歌唱予定であった19曲のうち4曲のみ歌われ、残る15曲が翌月4月14日放送の第58夜「杏いろフォーク村AGAIN」で歌われた[28]。
- Go!Go! GUITAR GIRLZというコーナーでは、村長からギターを習うという趣旨のもと、ももクロのメンバーがギター演奏に挑戦した。しかし、 第64夜で高城れにに初めてベースが渡され、第65夜でメンバー5人が「Go!Go!BAND GIRLZ」を名乗り、高城もベースを初披露。玉井や佐々木も、ベースギターやエレキギターを担当することが多くなった。そのため第81夜からコーナー名自体が、Go!Go! BAND GIRLZに変わるケースが多くなっていた。
- 2017年2月23日放送の第68夜では、坂崎幸之助がTHE ALFEEになって2度目という本番当日の風邪をひき、声がほとんど出せなかったため、ほぼギター演奏に集中した[29]。
- 2017年8月3日放送の第74夜では「坂崎幸之助のお台場フォーク村」と題し、レギュラー出演者としては坂崎幸之助のみスタジオ出演となり、ももいろクローバーZはオープニングにVTRでコメントのみの出演となった。この日はゲストミュージシャンとして所ジョージとキッサコが出演した。『坂崎幸之助のももいろフォーク村NEXT』初回放送の第39夜から皆勤で出演を続けていた加藤いづみも第74夜では不在となったので坂崎以外の皆勤者はいなくなった[30]。なお、坂崎はこのときから約5年3ヶ月後の2022年11月28日に放送された『しおこうじ玉井詩織×坂崎幸之助のお台場フォーク村NEXT』第138夜にて新型コロナウイルス感染発覚[31]によりフォーク村を初めて欠席することになる[32]。
- 2017年9月7日放送の第76夜では『坂崎幸之助のももいろフォーク村NEXT』放送3周年ということもあり、初心に帰る意味を込め、初回以来3年ぶりにゲストを一切招かず、ももクロメンバー・坂崎村長・ダウンタウンももクロバンドのみで臨んだ。収録体制も異例の、出演者一同が円を描くようなフォーメーションとなった[33]。
- 2018年5月9日放送の第96夜では、かつては「泣き虫で甘えん坊のみんなの妹」という自己紹介をしていた玉井詩織が大人になったということで玉井詩織がオトナゲストとして出演した[15]。
- 2022年5月10日放送の第132夜では「スタプラ大好ききくちさんまつり」と題して、久保歌恋[注 8]以外のゲスト全員がももクロの所属するスターダストプロモーションの女性アイドルセクションSTARDUST PLANET（現 STAR PLANET）に所属ないしは所属経験のある女性アイドルがゲストとして出演した。この日のオトナゲストは私立恵比寿中学が務めた[18]。
- 2022年11月28日放送の第138夜では坂崎が11月17日に新型コロナウイルス感染が発覚した[31]ためフォーク村を初めて欠席した。坂崎の代わりに村長友人として杉真理が出演した[32]。
- 2024年2月15日放送の第153夜では、超ときめき♡宣伝部が初出演した[34][注 9]。これにより2024年2月時点でSTARDUST PLANET（現 STAR PLANET）に所属していたアイドルグループは研究生グループであるスタプラ研究生を除き全グループ出演したことになる。
- 2024年6月17日放送の第157夜では、山口百恵の長男である三浦祐太朗がゲストとして出演した[35]。三浦祐太朗（以下、祐太朗）が出演した際に、母である山口百恵（以下、百恵）がももいろクローバーZのファン（モノノフ）であることを番組内で明かした。祐太朗の同級生がももクロのMVに関わっており、その同級生の母親と百恵がママ友という縁があり、祐太朗の同級生がMVのプロデューサーを務めた「MONONOFU NIPPON feat. 布袋寅泰」のMVを百恵が見たことで百恵がモノノフになったということを祐太朗が番組内で明らかにした[36]。
- 2024年12月5日放送の第163夜では堂本光一がゲストとして番組に初出演した。また毎年12月は「松本隆縛り」として松本隆がスタジオに出演し、ももいろクローバーZも出演するのが恒例となっていたが、2024年はももいろクローバーZが出演しなかった[37]。

## スタッフ
- 構成・演出：きくちP[注 10]
- ディレクター：大野悟
- 制作：フジテレビNEXT音組／総合開発局メディア開発センターペイTV事業部
- 制作著作：フジテレビ